# ميليسا ريد
ميليسا ريد (بالإنجليزية: Melissa Reid)‏ هي لاعبة غولف بريطانية، ولدت في 19 سبتمبر 1987 في دربي في المملكة المتحدة.

## وصلات خارجية
- الموقع الرسمي
- ميليسا ريد على موقع رابطة لاعبات الغولف المحترفات (الإنجليزية)
- ميليسا ريد على موقع رابطة أوروبا للاعبات الغولف المحترفات (الإنجليزية)
- ميليسا ريد على موقع أوليمبيديا (الإنجليزية)